# Pseudorana weiningensis
Pseudorana weiningensis är en groddjursart som först beskrevs av Liu, Hu och Yang 1962.  Pseudorana weiningensis ingår i släktet Pseudorana och familjen egentliga grodor. IUCN kategoriserar arten globalt som sårbar. Inga underarter finns listade i Catalogue of Life.